# José Guadalupe Ortíz y López
José Guadalupe Ortíz y López (* 12. Dezember 1867 in Momáx, Guerrero, Mexiko; † 5. Dezember 1951) war ein mexikanischer Geistlicher und römisch-katholischer Erzbischof von Monterrey.

## Leben
José Guadalupe Ortíz y López empfing 1891 das Sakrament der Priesterweihe.
Am 24. Januar 1919 ernannte ihn Papst Benedikt XV. zum Bischof von Ciudad Victoria-Tamaulipas. Der Erzbischof von Linares o Nuevo León, Francisco Plancarte y Navarrette, spendete ihm am 8. Juni desselben Jahres die Bischofsweihe; Mitkonsekratoren waren der Bischof von Saltillo, Jesús María Echavarría y Aguirre, und der Bischof von Tulancingo, José Juan de Jésus Herrera y Piña. Die Amtseinführung fand am 17. Juli 1919 statt. Am 8. Juni 1923 ernannte ihn Papst Pius XI. zum Bischof von Chilapa. Pius XI. ernannte ihn am 26. März 1926 zum Titularbischof von Ancusa und bestellte ihn zum Weihbischof in Monterrey. Am 20. September 1929 wurde José Guadalupe Ortíz y López Erzbischof von Monterrey. Die Amtseinführung erfolgte am 18. Januar 1930.
Am 27. April 1940 trat Ortíz y López als Erzbischof von Monterrey zurück. Papst Pius XII. ernannte ihn daraufhin zum Titularerzbischof von Pompeiopolis in Cilicia.